# Монархия (трактат Данте)
Мона́рхия (лат. De Monarchia) — трактат об идеальном общественно-политическом устройстве, написанный Данте Алигьери на латинском языке в 1312—1313 годах (Пиза).

## Краткая характеристика и жанр
«Монархия» Данте адресована в отличие от его ранних работ не столько итальянскому, сколько общеевропейскому читателю. В этом произведении Данте полемизирует с деятелями церкви, яростно отстаивавшими принципы теократии, поэтому Данте пишет этот трактат на латинском языке, причём ссылки на Библию в нём преобладают над ссылками на Аристотеля и античных поэтов (по сравнению с дантовским «Пиром») и обращается к теологии и схоластической методике доказательств. Жанр этого трактата Данте приближается к утопии. «Монархия» состоит из трёх частей: в первой — 14 глав, во второй — 11, в третьей — 15.

## Идеология «Монархии»
«Монархия» была написана Данте в 1312—1313 годах, в разгар политических событий, вызванных походом в Италию германского императора Генриха VII Люксембургского. Данте настаивает в трактате на разделении церкви и государства. Он осуждает так называемый дар Константина, то есть власть папы римского над значительной частью Центральной Италии, будто бы дарованную ему первым христианским императором. Константин, по воззрению Данте, не имел права дробить свои владения, а римский первосвященник не должен был принимать земные богатства, если они не предназначались для помощи нищим и убогим. Данте утверждал, что светская власть не должна быть подчинена духовной.
Главные и доминирующие идеи «Монархии» — идея преемственности власти римских императоров германской нации от древних римских императоров, идея союза «двух мечей», то есть двух властей — духовной и светской. При этом Данте пропагандирует всемирную просвещенную монархию в противовес идее всеобщего и полного господства церкви («Монархия», III, 16 [15]). В «Монархии» утверждается положение, что император получает власть не от папы, а непосредственно от Бога и поэтому император — это единственный законный властитель всего мира.
«Монархия» Данте — утопия этическая. В этом аспекте она близка гуманизму Возрождения. Вселенская монархия, воплощающая в себе единство человечества, обладает у Данте гносеологическими функциями: она необходима для того, чтобы человек мог познать действительность и преобразовать её по предначертанному Богом и Природой пути. Такая трактовка монархии позволяет вникнуть в дантовское понимание свободы, которое предполагает новую гуманистическую концепцию. Опираясь на Аристотеля, Данте формулирует свой главный принцип: человек — цель, что тождественно для Данте положению: цель человека — человечество и человечность (любовь к ближнему). По мнению Данте, этот принцип в полной мере может быть воплощен только во вселенском монархе, выступающем как образ всего объединенного человечества. Дантовская концепция всемирной монархии не исключала существования отдельных королевств, княжеств и вольных городов, но абсолютно отрицала феодальную иерархию. Установление непосредственной взаимосвязи человека и монарха, с одной стороны, утверждало равенство всех перед государем, а с другой — превращало малых правителей в слуг не монарха, а народа: «…не граждане существуют ради консулов и не народ ради царя, а, наоборот, консулы ради граждан, и царь ради народа» («Монархия», I, 12 [10])

### Аргументы в защиту монархии
Отвечая на первый вопрос — необходима ли монархия для благосостояния мира, — Данте приводит ряд философских доводов в ее защиту.
- Он исходит из того, что любая совместная жизнь людей как разумных существ — будь то семья, поселение, город или королевство — предполагает, что кто-то один должен управлять всеми. Он основывает свое доказательство на тезисе Аристотеля: когда множество упорядочивается в единство, необходимо, чтобы нечто одно регулировало или управляло, а прочее регулировалось или управлялось. Поселение — более высокая общность, следующая за семьей, за ним следует город, за городом — королевство, за королевством — весь человеческий род. Если весь человеческий род упорядочивается в нечто единое, то должно быть одно упорядочивающее начало, и оно должно называться монархом или императором. Данте приводит поговорку тех времен, применявшуюся как злое пожелание: «Пусть у тебя в доме будет тебе равный».
- Человечество есть некое целое, состоящее из частей, и некая часть относительно целого. Оно есть целое по отношению к отдельным королевствам и народам; оно есть часть по отношению ко всей Вселенной, управляемой ее главой (каковою является Бог и монарх). Рассуждая в категориях части и целого, Данте приходит к тому же выводу, что монархия необходима миру для его благосостояния.
- Человеческий род тогда достигает совершенства, когда он наиболее уподобляется Богу; следовательно, как единый Бог владычествует во всей Вселенной, так и род человеческий должен быть устроен по образцу этого единства.
- Всюду, где может возникнуть раздор, должен быть и суд. Правители, между которыми возникают раздоры, также должны быть подчинены кому-то третьему, с более широкими полномочиями, главенствующему над обоими в пределах своего права. Поэтому необходим монарх или император как первый и высший судья, чье суждение предупреждает все раздоры.
- Мир лучше всего устроен, если высшую силу в нем имеет справедливость. Справедливость имеет высшую силу лишь при монархе, который в наибольшей степени стремится к добру, так как ему нечего желать для себя. У него также больше силы для осуществления своей цели и больше любви к людям, ибо ему близок весь человеческий род.
- Человеческий род оказывается в наилучшем состоянии, когда он совершенно свободен. Но люди, живущие под властью монарха, наиболее свободны. Монарх всемирного государства ограждает свободу провинций и городов от тиранов, защищает законность и справедливость, обеспечивает вечный мир на земле. Ибо в монархии правитель существует для граждан, а не граждане для монарха.
- Монарх не имеет никаких поводов к алчности, которая искажает правильное суждение и является помехой справедливости.
- Во всемирном государстве, которое проектирует Данте, действует принцип автономности в законодательстве, а также сохраняются местные обычаи. Данте обращается к «Никомаховой этике» Аристотеля, где рекомендуется внимание к «духу законов». Для реализации этого принципа также необходима монархия. Данте пишет, что народы, королевства и города имеют свои особенности, которые надлежит регулировать разными законами. Различным образом должны быть управляемы скифы, живущие в холодном климате, страдающие от неравенства дня и ночи, и люди, обитающие на экваторе, где день равен ночи, но люди страдают от чрезвычайно знойного воздуха. Но человеческий род, в соответствии со своими общими чертами, должен управляться монархом и общим для всех правилом приводиться к миру. Это правило, или общий закон, отдельные правители должны получать от монарха.
- Весь человеческий род упорядочивается во что-то единое, и наилучшее его состояние зависит от единства воли всех. Но «воля всех не может быть единой, если нет единого правителя, чья воля способна быть госпожой и руководительницей всех прочих». Стало быть, нужен единый правитель для всех — монарх или император.

## Отношениекатолической церквик «Монархии»
В 1329 году книга была осуждена католической церковью, а в 1564 году книга занесена в Индекс запрещенных книг.

## Издания
Первое издание, опубликованное Джованни Опорино, вышло в свет в 1559 году (Базель).

## Комментарии
1. ↑  См. комментарий М. Лозинского к строкам 55—56, Песнь XXXIV, Ад